# Гі де Мопассан
Гі де Мопасса́н, повне ім'я Анрі́ Рене́ Альбер Гі (фр. Guy de Maupassant, 5 серпня 1850, замок Міроменіль поблизу Турвіля-сюр-Арк, Приморська Сена — 6 липня 1893, Париж) — французький письменник, якого вважають натуралістом і декадентом, відомий переважно завдяки своїм новелам. Його творам притаманні сильні акценти іронії, сатири та суспільної критики.

## Біографія

### Родина та дитинство
Родина Мопассанів походить з Лотарингії, предки Гі де Мопассана оселилися в Нормандії (сучасний департамент Приморська Сена) в середині ХІХ ст. Батько Мопассана, Гюстав де Мопассан, одружився в 1846 році з Лорою ле Пуатвен (фр. Laure le Poittevin), панянкою з класу середньої буржуазії. Разом зі своїм братом Альфредом Лора приятелювала з Гюставом Флобером, сином хірурга з Руану, якому судилося серйозно вплинути на життя її сина. Лора була жінкою непересічної літературної культури, захоплюючись класичною літературою, особливо Шекспіром. 1856 року вона народила Ерве, молодшого брата Гі. Розлучившись із своїм легковажним чоловіком у 1860-му році, вона переїхала з обома синами до Етрети (Лора, як і її чоловік, пережила обох своїх синів). В Етреті, на віллі Les Verguies, Гі де Мопассан провів своє дитинство, поміж морем та полями, де дорослішав в атмосфері любові до природи та спорту. На відкритому повітрі займався риболовлею з місцевими рибалками та опанував говірку місцевих селян. Тоді Гі сильно прив'язався духовно до своєї матері.

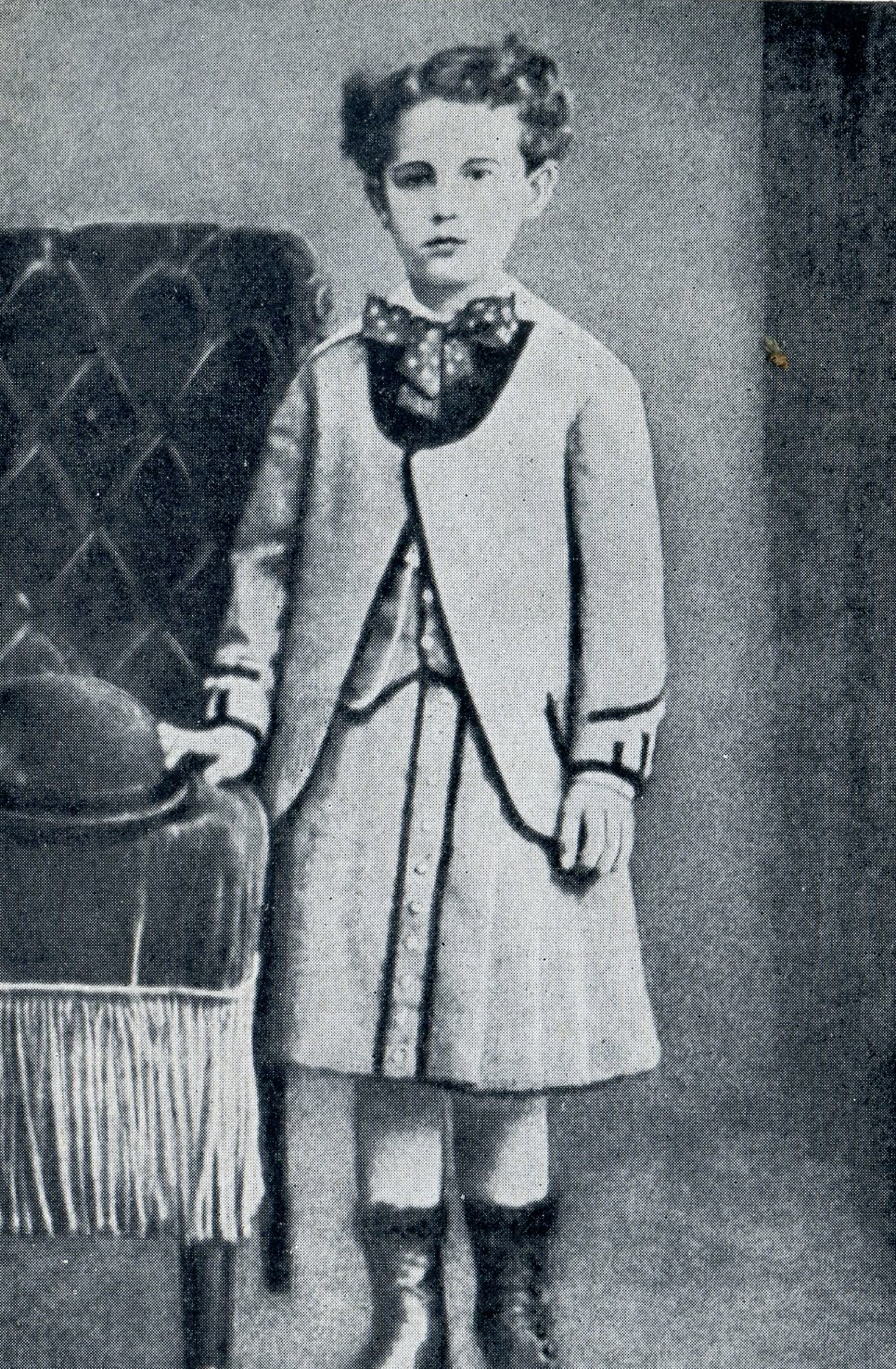
Гі де Мопассан у віці 7 років

### Освіта
У тринадцятирічному віці Гі став вихованцем Екклезіастичної школи в Івто (фр. Institution ecclésiastique d'Yvetot) за бажанням своєї матері. Саме там він почав писати вірші. Із самого початку свого католицького виховання виявив категоричне несприйняття релігійних постулатів, що призвело до його виключення із закладу, після чого він вступив у Руанський ліцей, де проявив себе обдарованим учнем, захопившись поезією та беручи участь в багатьох театральних п'єсах. Тоді він зблизився з Луї Буіле (фр. Louis Bouilhet) та, особливо, з Гюставом Флобером, учнем якого він став. 1868 року на канікулах в Етреті Мопассан врятував від утоплення англійського поета Чарльза Алджернона Суінберна (англ. Charles Algernon Swinburne), який на ознаку вдячності за його сміливість запросив його на вечерю. Мопассан побачив у цьому руку долі, яка допомогла йому пізніше.
Бакалавр у галузі письменства з 1869 року, він вирушив вивчати право в Париж за порадою своєї матері та Флобера. Але франко-пруська війна, яка почалася, змусила його змінити свої плани — у 1870-му році він записався добровольцем у французьку армію. Під час служби спочатку в інтендантстві, а згодом в артилерії, він відступив разом із французькою армією в Нормандії перед натиском німецьких військ. Після війни оплатив свою заміну у військах і залишив Нормандію для того, щоб надовго влаштуватися в Парижі.

### Робота службовцем
У Парижі молодий Мопассан працював службовцем десять років — спочатку в Морському міністерстві, а потім у Міністерстві громадської освіти, куди він був переведений 1878 року. Вечорами з головою занурювався в літературну працю. Протягом цих десяти років головною його розвагою були прогулянки на човні Сеною, завжди в галантній компанії, щонеділі та під час відпустки.
Гюстав Флобер узяв Мопассана під свою опіку і став для нього наставником у літературній діяльності, направляючи його дебютні кроки в журналістиці та літературі. У Флобера він знайомиться з Іваном Тургенєвим та Емілем Золя, а також з численними письменниками, які належали до шкіл натуралізму та реалізму. Написав тоді багато віршів і коротких п'єс.
Наприкінці 1877 року в Мопассана діагностували сифіліс. Ця хвороба, яка врешті-решт стала причиною смерті письменника, повсякчас отруювала його життя, попри його гумор: У мене сифіліс! Нарешті справжній! (…) І я тим пишаюся, чорт забирай, і зневажаю всіх буржуа.

### Творчість
Мопассан почав публікуватися в багатьох відомих газетах, таких, як «Le Figaro», «Gil Blas», «Le Gaulois» та «L’Écho de Paris», потім присвятив свій вільний час написанню романів та новел. Флобер заохотив його до публікації 1879 року першої невеличкої книги «Історія минулих часів» (фр. Histoire du vieux temps).
Зблизившись із Золя, 1880 року Мопассан узяв участь у зборах письменників-натуралістів «Вечори Медану» (фр. Les Soirées de Médan), де презентував свою першу новелу «Пампушка», яка відразу отримала гучний успіх і яку Флобер характеризував як «безсмертний шедевр». У тому ж році раптова смерть Флобера залишила письменника сам-на-сам з долею.
1880—1890 роки стали найпліднішим періодом життя Мопассана: він опублікував шість романів, понад триста новел та кілька нарисів мандрів. Прославившись завдяки своїй першій новелі, він методично працював, продукуючи щорічно два, а подеколи й чотири томи творів. Справи йшли добре, зробивши його багатим.
У 1881-му році він опублікував свою першу збірку новел «Дім Тельє», яка перевидавалася дванадцять разів протягом двох років. У 1883-му році Мопассан закінчив свій перший роман, праця над яким тривала шість років, починаючи з 1877 року: «Життя», 25 тисяч екземплярів якого продано менш як за рік. Лев Толстой сказав про цей роман: Чудовий роман, не лише незрівнянно найкращий роман Мопассана, але чи не найкращий французький роман з часів «Знедолених».

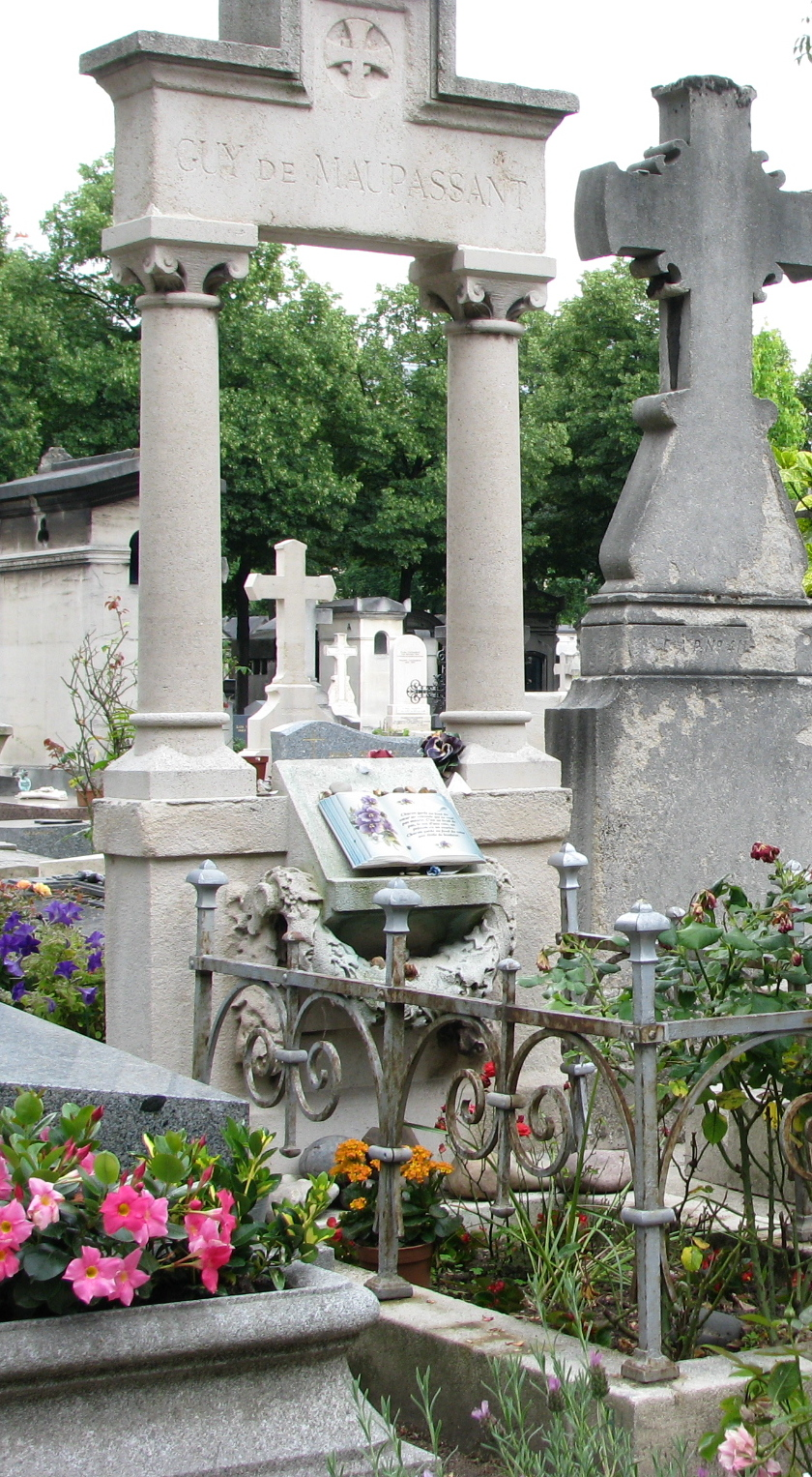
Могила Мопассана, цвинтар Монпарнас, Париж

У 1883 році розносниця води Жозефіна Літцельман (фр. Joséphine Litzelmann) народила сина, якого він не визнав. У наступному році народилася донька, пізніше, в 1887-му році — знову син, які так само не були ним визнані. У 1884-му році Мопассан мав роман із графинею Еммануелою Потоцькою, багатою світською дамою, обдарованою зовнішньо та внутрішньо.
У своїх романах Мопассан концентрував різноманітні думки та спостереження зі своїх новел. Його другий роман «Любий друг», виданий 1885 року, перевидавався тридцять п'ять разів протягом чотирьох місяців. З-під його плодючого пера вийшли твори, які вирізняються стилем і описом, загальним світоглядом та проникненням в деталі. У 1887—1888 роках він написав роман, який деякі критики вважають його найкращим творінням — «П'єр та Жан» (фр. Pierre et Jean).
Його природна несхильність до публічного життя та слабке здоров'я привели до усамітнення, роздумів та медитації. Він вирушив у довгі мандри до Алжиру, Італії, Англії, в Бретань та Овернь, на Сицилію і кожна подорож для нього перетворилася на нові нотатки та репортажі для преси. Він відправився у круїз на своїй яхті «Любий друг», названій так за однойменним романом. Цей круїз, під час якого він відвідав Канни та Сен-Тропе, надихнув його на створення новели «На воді». Куди б він не їхав, рухливе життя та жага простору, часто-густо необхідні, аби забути хворобу, яка виснажувала його, не заважали йому заводити приязні стосунки з тогочасними літературними особистостями, наприклад, Александром Дюма-сином.
Мопассан залишився друзями із Золя та Тургенєвим, натомість його стосунки з братами Гонкурами погіршали: його щирість та гострий погляд на суспільство погано уживалися із атмосферою пліток, скандалів і заздрісної критики, яку брати створили навколо себе під виглядом літературного салону. Розбіжності з Гонкурами почалися під час підписки на монумент на честь Флобера.
Протягом останніх років життя у Мопассана розвинулася хвороблива любов до власної самотності, постійний страх смерті та певний вид параної, ймовірно внаслідок генетичної схильності — його мати страждала від депресій, його брат помер божевільним, але, найімовірніше, через сифіліс, на який письменник хворів тривалий час, та його тодішнє лікування, яке включало вкрай токсичні препарати ртуті. Мопассан почувався та поводився дедалі гірше, його психічний та ментальний стан постійно гіршав, консультації лікарів не приносили користі. У серпні 1890 року він розпочав писати «Незнайому душу» (фр. L'Âme étrangère), яка так і не була закінчена. 1891 року він почав роман «Благовіст» (фр. L'Angélus), який так само не був закінченим. 31 грудня він надіслав прощального листа доктору Казалі з останніми в його житті рядками.

### Смерть письменника
У ніч проти 2 січня 1892 року Мопассан спробував накласти на себе руки, але служник підмінив патрони в його пістолеті на холості. Після цього письменник розбив вікно й намагався перерізати собі судини на шиї. 6 січня Мопассан був госпіталізований у клініку доктора Еміля Бланша, де й помер від сифілітичного ураження нервової системи — прогресивного паралічу за місяць до сорока трьох років, 6 липня 1893 року, після вісімнадцяти місяців майже повного божевілля. Похований на цвинтарі Монпарнас у Парижі (26-а секція).
За кілька років до цього Мопассан написав: «Я увійшов у літературу як метеор, я залишу її як блискавка».

## Огляд творчості

### Естетичні принципи
Мопассан чітко виклав свої погляди на художнє слово в передмові до роману «П'єр та Жан» під назвою «Роман» в 1887/1888 рр.
Відкидаючи романтичний роман та його деформований, надлюдський, поетичний погляд, Мопассан схилявся до об'єктивного роману в пошуках реалізму, розуміючи всі обмеження такого типу творчості. Для нього реалізм є особистим світоглядом, який він (письменник) намагається донести до нас, відображуючи в книзі. «Ми завжди зображуємо самих себе», — казав він, в той самий час стверджуючи, що роман є художнім витвором, — купкою невеликих фактів, які й складають загальний зміст твору. Мопассан також відкидав натуралізм з його важкою документальністю та прагненням «тотального» реалізму, притаманний Емілю Золя, але схилявся до безоціночного реалізму, який відображається навіть у таких важких для сприйняття сценах, як смерть Форестьє у «Любому другові».
Мопассан прагнув відобразити чисті факти та вчинки навзамін психологічного дослідження, оскільки психологія повинна бути схована в книжці так само, як вона схована в реальності за справжніми вчинками. Ця чистота та суворість зображення так само стосується описів, чітко відрізняючи Мопассана від Оноре де Бальзака. Схильність до стислості яскраво прослідковується в творчості письменника: він створив понад 300 новел та лише п'ять романів.
Навколишній світ, прекрасне і огидне в ньому письменник сприймав надзвичайно гостро, він був наділений особливою емоційною вразливістю, тією глибиною сприйняття, яке, на жаль, прискорило його трагічну смерть та про яке він писав, що завдяки йому найменше відчуття перетворюється на емоцію і, залежно від температури вітру, від запаху землі та від яскравості денного освітлення ви відчуваєте страждання, сум або радість… Але якщо нервова система несприйнятлива до болю, до екстазу, то вона передає нам лише буденні хвилювання і вульгарну вдоволеність.

### Головні теми творчості
Теми творчості Мопассана пов'язані з повсякденним життям в його епоху та особистим життям автора, змішуючись та утворюючи неповторну палітру:
- Нормандія — рідний регіон письменника, посідала значне місце в його творчості: пейзажі — море чи міста, як Руан у «Житті» або Гавр у «П'єр та Жан» або мешканці регіону — селяни («Серед ланів»), дрібні поміщики та службовці («Життя») або буржуа («П'єр та Жан»). Але Нормандія — не єдиний регіон, зображений Мопассаном. Події одного з його найбільших творів — «Любий друг» — розгортаються в Парижі. У цьому романі письменник зобразив різні верстви паризького суспільства, зокрема, вищий світ і великих ділків, картини яких можна знайти також у «Сильна, мов смерть» чи «Монт-Оріоль». Зображення дрібних буржуа та широких верств автор надав читачу в новелах «Спадок», «Намисто», «Виїзд за місто» та «Два приятелі».
- Франко-пруська війна та німецька окупація. Мопассан часто повертався до подій, свідком яких став десятьма роками раніше, наприклад у таких творах, як: «Пампушка», «Мадемуазель Фіфі», «Два приятелі», «Дядько Мілон», «Божевільна»;
- Тема жінки, особливо — жертви насильства: Жанна в «Житті», «Маленька Рок», «Міс Гарієт», значне місце в цій темі відводиться проституції: «Пампушка», «Мадемуазель Фіфі», «Дім Тельє». Тема родини та дітей так само була близька Мопассану, часто-густо поєднуючись з темою батьківства: «П'єр та Жан», «Буатель», «Серед ланів», «Дитина», «По-родинному».
- Власний песимізм письменника: в своєму філософському відчаї Мопассан пішов далі, ніж Флобер. Учень Артура Шопенгауера, він удався до всього, що може заповнити його життя сенсом. Він зневажав Провидіння, вважав, що Бог не відає, що він робить, а релігія є просто шахрайством, він казав, що «людина лише тварина заледве вища за інших», а прогрес — просто примара. Навіть дружба здавалася йому, врешті-решт, огидним обманом, оскільки люди не сприймають проблеми інших і приречені на самоту.
- Серед інших тем творчості Мопассана можна відзначити теми божевілля, депресії та параної: «Горля», «Він?», «Шевелюра», «Пані Ерме», яка починається показовими словами «Мене приваблюють божевільні», а також смерті та розрухи («Життя», «Любий друг», «Мала Рок», «Сильна, мов смерть»). Песимізм цих тем, де немає місця щасливому коханню, іноді знаходив противагу в темі води, наприклад, моря, як в романах «Життя» чи «П'єр та Жан», річок («На воді», «Мушка», «Виїзд на природу» або боліт («Кохання»).

## Відгуки, рецепція
Говард Філіпс Лавкрафт у своєму відомому есе «Надприродні жахи в літературі» (1927) дав творчості Мопассана високу оцінку за твір «Горля»: «Страхітливі історії могутнього і цинічного Гі де Мопассана, написані, коли душевна хвороба вже починала ним володіти, живуть відлюдниками, являючись скоріше хворобливими плодами реалістичного розуму в патологічному стані, ніж продуктами здорової уяви, що природно ставиться до фантазій і сприйняття нормальних ілюзій невідомого світу. Тим не менше, вони являють собою великий інтерес, з неймовірною силою пропонуючи нам неосяжність безіменних жахів і безперервне переслідування нещасної людини страшними грізними представниками зовнішньої темряви. Із цих розповідей „Горля“ вважається шедевром. Йдеться про появу у Франції невидимої істоти, яке мешкає на воді й молоці, керує чужою свідомістю й ніби являє собою головний загін орди позаземних організмів, що прибули на землю щоб підкорити людство, і ця напружена повість не має рівних у своєму роді…».

## Твори

### Романи та новели

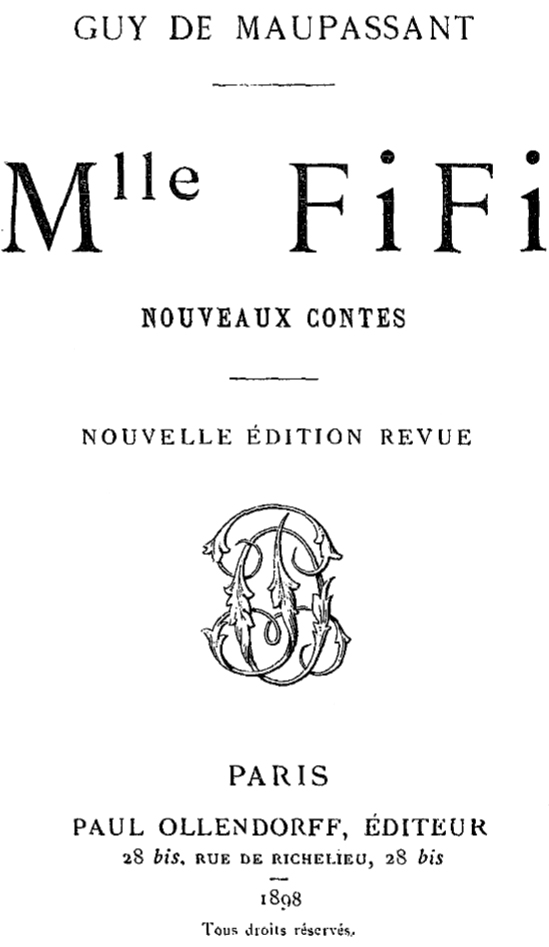
Обкладинка «Мадемуазель Фіфі»
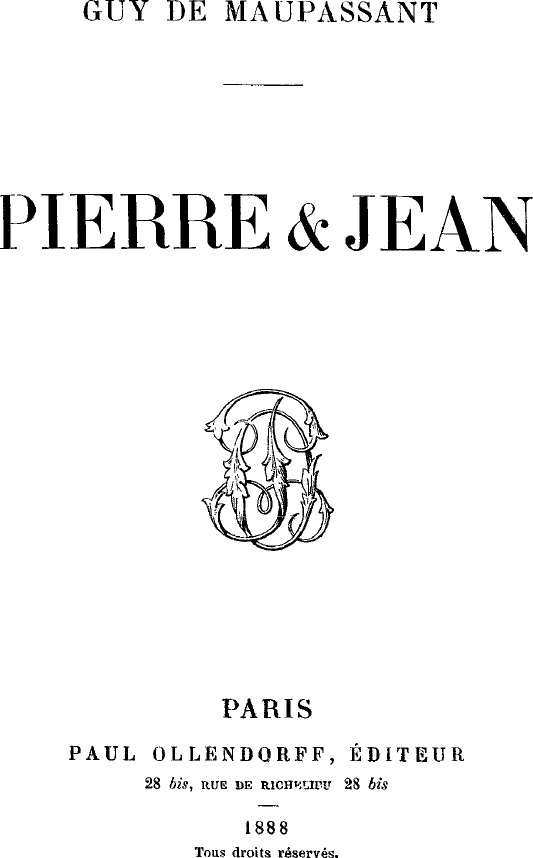
Обкладинка «П'єр та Жан»
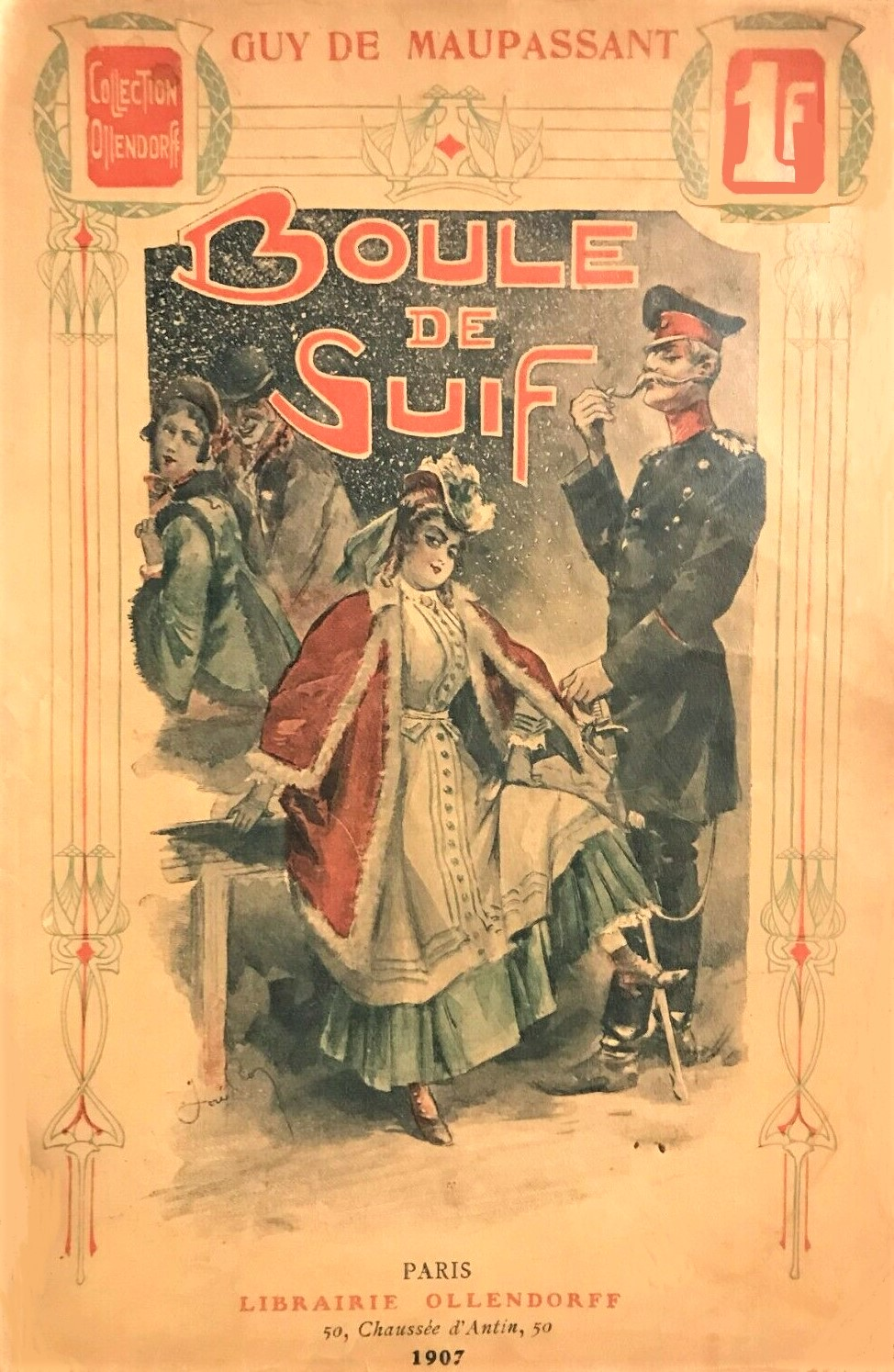
Обкладинка «Пампушка»

Мопассан написав кілька творів під псевдонімами:
- Жозеф Прюньє (фр. Joseph Prunier), підпис під першим оповіданням «Рука без шкіри» в 1875-му
- Гі де Вальмон (фр. Guy de Valmont), підписаний «Гюстав Флобер», який побачив світ в 1876-му. Мопассан використовував цей псевдонім до 1878 року
- Мофріньєз (фр. Maufrigneuse)— використовувався з 1881-го до 1885-го.

Публікації в хронологічному порядку:
- Сімонів батько (1879)
- Пампушка (1880)
- Дім Тельє (1881)
- По-родинному (1881)
- Виїзд за місто (1881)
- Торт (1882)
- Мадемуазель Фіфі (1882) (електронна книга)
- Ця свиня Морен (1882)
- Божевільна (1882)
- Легенда Мон-Сен-Мішель (1882)
- Слова в коханні (1882)
- П'єро (1882)
- Півень проспівав (1882)
- Мільйон (1882)
- Ниточка (1883)
- Два приятелі (1883)
- На морі (1883)
- Пригода Вальтера Шнафса (1883)
- Капость (1883)
- Мати потвор (1883)
- Дядько Мілон (1883)
- Месник (1883)
- Він? (1883)
- Мій дядько Жюль (1883)
- Перший сніг (1883)
- Життя (1883)(електронна книга [Архівовано 12 жовтня 2011 у Wayback Machine.])
- Серед ланів (1883)
- Вендета (1883)
- Розповіді вальдшнепа (1883) (електронна книга)
- Місячне сяйво (1883) (електронна книга)
- На сонці (1884)
- Бомбар (1884)
- Гарсоне, кухоль пива!… (1884)
- Признання (1884)
- Сестри Рондолі (1884)
- Іветта (1884)
- Намисто (1884)
- Міс Гаррієт (1884)
- Божевільний? (1884)
- Прощавай! (1884)
- Спадок (1884)
- Парасолька (1884)
- Барильце (1884)
- Повернення (1884)
- Тик (1884)
- Полонені (1884)
- Самота (1884)
- Добродій Паран (1885)
- Звір господаря Бельома (1886)
- Листи божевільного (1885)
- Любий друг (1885) (електронна книга [Архівовано 27 лютого 2021 у Wayback Machine.])
- Казки дня і ночі (1885) (електронна книга [Архівовано 12 жовтня 2011 у Wayback Machine.]
- Горля (перше видання) (1885) (електронна книга [Архівовано 8 березня 2004 у Wayback Machine.])
- Справа з латиною (1886)
- Диявол (1886)
- Мадмуазель Перль (1886)
- Горля (друге видання (1887)
- Мон-Оріоль (1887)
- На воді (1888) (електронна книга)
- П'єр та Жан (1887/1888) (електронна книга)
- Розарій мадам Юсон (1888)
- Буатель (1889)
- Порт (1889)
- Сильна, мов смерть (1889) (електронна книга)
- Ліва рука (1889) (електронна книга)
- Історія дівчини з ферми (1889)
- Мушка (1890)
- Мандрівне життя (1890)
- Наше серце (1890)
- Марна краса (1890) (електронна книга)
- Маслиновий гай (1890)
- Старий Міллон (1899, посмертне видання)
- Рознощик (1900)
- Неділі паризького буржуа (1900)
- Шевелюра
- Маска
- Троянда
- Мадам Батіст
- Справжня історія

### Театр
- Історія давніх часів (1879)
- Une répétition (1880)
- Мюзотта (фр. Musotte) (1891)
- La paix du ménage (1893)
- À la feuille de rose, maison turque, Paris, 1945.

### Поеми
- Вірші[7] (1880)

## Українські переклади
Серед перекладачів Мопассана українською були Валер'ян Підмогильний, Микола Шраг, Степан Савченко, Михайло Антонович, Олена Косач-Кривинюк, Петро Чикаленко, Тамара Воронович, Максим Рильський, Іван Рильський, Кость Тищенко, Борис Козловський, Левко Федоришин, Мирон Федоришин, Людмила Івченкова, Михайлина Коцюбинська, Іван Світличний, Михайло Качеровський, Орест Сухолотюк, Михайло Дейнар, Ірина Стешенко, Ярема Кравець, Дмитро Паламарчук, Микола Терещенко, Леонід Череватенко, Станіслав Зінчук, Михайло Литвинець, Василь Моруга, Кіра Шахова.

### Видання українською
- Мопассан Гі де. Дика пані та інші оповідання. — Львів: Українсько-руська видавнича спілка, 1899. (серія «Бібліотека видавничої спілки»)
- Мопассан Гі де. Горля: оповідання. — Львів: Українсько-руська видавнича спілка, 1902.
- Мопассан Гі де. На воді: оповідання / з передмовою Остапа Грицая; з французької переклав Микола Шраг — Київ: Вид-во «Чайка» (1920-ті роки)
- Мопассан Гі де. Життя, роман, пер. Савченко Степан Володимирович. — Київ: Книгоспілка, 1927.
- Мопассан Гі де. Серце людини: оповідання (серія «Бібліотека нового часу») — Львів: з друкарні А. Гольдмана, 1927.
- Мопассан Гі де. Сильна як смерть, роман; На воді, пер. Валер'яна Підмогильного. — Київ: Книгоспілка, 1928.
- Мопассан Гі де. Вибрані твори. — Київ: Державне видавництво художньої літератури, 1954. — 556 с. (перевидання в 1956)
- Мопассан Гі де. Наше серце: Роман / Олена Косач-Кривинюк (пер.з фр.). — Київ: Державне видавництво художньої літератури, 1958. — 160 с.
- Мопассан Гі де. Твори в восьми томах / ред. Д. В. Затонський — Київ: Дніпро, 1969—1972.
- Мопассан Гі де. Твори в двох томах — Київ: Дніпро, 1990.
- Мопассан Гі де. Монт-Оріоль: Роман / Валер'ян Підмогильний (пер.з фр.). — Л. : Каменяр, 1993. — 192с. — ISBN 5-7745-0503-0.
- Мопассан, Гі де. Любий друг: Роман / Валер'ян Підмогильний (пер.з фр.). — Київ: Основи, 1999.
- Мопассан, Гі де. Любий друг: Роман, новели / Переклад з французької; передмова Кіри Шахової. — Харків: Фоліо, 2004. — 352 с. — [Бібліотека світової літератури] — ISBN 966-03-2229-1 (2004)
- Любий друг: Роман / Гі де Мопасcан ; пер. з фр. Валер’яна Підмогильного. — К. : Знання, 2016. — 383 с. — (Скарби) ISBN 978-617-07-0335-4
- Мопассан, Гі де. Любий друг: Роман / Валер'ян Підмогильний, за ред. Юлії Максимейко (пер.з фр.). — Київ: Книголав, 2023.
- Мопассан, Гі де. Любий друг: Роман / Переклад з французької Валер’ян Підмогильний; передмова Олени Писаревської; худож. Марія Кінович . — Київ: Лабораторія, 2024 — 368 с. ISBN 978-617-8367-29-9

### Восьмитомне україномовне видання
Найповніше видання Мопассана українською мовою у восьми томах було опубліковано за редакцією Д. В. Затонського у видавництві Дніпро (Київ, 1969—1972).
До цього видання увійшли майже всі художні твори Мопассана в перекладах найкращих українських перекладачів. У восьмитомнику вперше з 1930-х років було перевидано переклади одного з найяскравіших українських прозаїків Розстріляного Відродження, видатного перекладача французької літератури Валер'яна Підмогильного.
До 8-томного видання Мопассана увійшли такі твори (за томами та із зазначенням перекладача кожного твору):

#### I том
- BOULE DE SUIF, ПАМПУШКА, Валеріян Підмогильний та Михайло Антонович
- LES DIMANCHES D'UN BOURGEOIS DE PARIS, Неділі паризького буржуа, Валеріян Підмогильний та Михайло Антонович
- Préparatifs de voyage*, Лаштування до мандрівки, Валеріян Підмогильний та Михайло Антонович
- Première sortie, Почин, Валеріян Підмогильний та Михайло Антонович
- Chez un ami, В гостях у приятеля, Валеріян Підмогильний та Михайло Антонович
- Pêche à la ligne, Риболовля, Валеріян Підмогильний та Михайло Антонович
- Deux hommes célébrés, Двоє славетних людей, Валеріян Підмогильний та Михайло Антонович
- Avant la fête, Перед святом, Валеріян Підмогильний та Михайло Антонович
- Une triste histoire, Сумна пригода, Валеріян Підмогильний та Михайло Антонович
- Essai d'amour, Любовна спроба, Валеріян Підмогильний та Михайло Антонович
- Un dîner et quelques idées, Обід з ідейними розмовами, Валеріян Підмогильний та Михайло Антонович
- Séance publique, Диспут, Валеріян Підмогильний та Михайло Антонович
- LA MAISON TELLIER, ДІМ ТЕЛЬЄ ,
- La Maison Tellier, Дім Тельє, Петро Чикаленко
- Les Tombales, Могильниці, Максим Рильський
- Sur l'Eau, На воді, Максим Рильський
- Histoire d'une Fille de Ferme, Історія одної наймички, Людмила Івченкова
- En Famille, По-родинному, Борис Козловський
- Le Papa Simon, Сімонів татко, Людмила Івченкова
- Une Partie de Campagne, Виїзд за місто, Борис Козловський
- Au Printemps, Навесні, Борис Козловський
- La Femme de Paul, Полева коханка, Петро Чикаленко
- MADEMOISELLE FIFI, Мадемуазель Фіфі,
- Мадемуазель Фіфі, Mademoiselle Fifi, Михайло Качеровський
- Пані Батіст, Madame Baptiste, Іван Рильський
- Ржа, La Rouille, Євгенія Тардова
- Маррока, Marroca, Іван Рильський
- Поліно, La Bûche, Іван Рильський
- Мощі, La Relique, Євгенія Тардова
- Ліжко, Le Lit, Євгенія Тардова
- Збожеволів?, Fou?, Кость Тищенко
- Прокинулась, Réveil, Іван Рильський
- Хитрощі, Une Ruse, Борис Козловський
- Верхи, A Cheval, Людмила Івченкова
- Кутя, Un Réveillon, Максим Рильський
- Слова в коханні, Mots d'Amour, Максим Рильський
- Паризька пригода, Une Aventure Parisienne, Борис Козловський
- Два приятелі, Deux Amis, Борис Козловський
- Злодій, Le Voleur, Кость Тищенко
- Різдвяна ніч, Nuit de Noël, Петро Чикаленко
- Заступник, Le Remplaçant, Людмила Івченкова

#### ІІ том
- Життя, UNE VIE, Борис Козловський
- Бекасові казки, CONTES DE LA BECASSE ,
- Бекас, La Bécasse, Максим Рильський
- Ця свиня Морен, Ce Cochon de Morin, Максим Рильський
- Причинна, La Folle, Іван Рильський
- П'єро, Pierrot, Борис Козловський
- Менует, Menuet, Ірина Стешенко
- Страх, La Peur, Максим Рильський
- Нормандський жарт, Farce normande, Людмила Івченкова
- Черевики, Les Sabots, Людмила Івченкова
- Перебивниця стільців, La Rempailleuse, Людмила Івченкова
- На морі, En mer, Людмила Івченкова
- Нормандець, Un Normand, Людмила Івченкова
- Тестамент, Le Testament, Максим Рильський
- Серед ланів, Aux Champs, Людмила Івченкова
- Півень проспівав, Un Coq chanta, Максим Рильський
- Син, Un Fils, Іван Рильський
- «Святий Антоній», Saint-Antoine, Людмила Івченкова
- Пригода Вальтера Шнафса, L'Aventure de Walter Schnaffs, Борис Козловський
- Місячне сяйво, CLAIR DE LUNE* ,
- Місячне сяйво, Clair de Lune, Іван Рильський
- Державний переворот, Un Coup d'Etat, Ірина Стешенко
- Вовк, Le Loup, Ірина Стешенко
- Дитина, L'Enfant, Борис Козловський
- Різдвяна казка, Conte de Noël, Ірина Стешенко
- Королева Гортензія, La Reine Hortense, Борис Козловський
- Прощення, Le Pardon, Ірина Стешенко
- Переказ про гору святого Михайла, La Légende du Mont Saint-Michel, Ірина Стешенко
- Удова, Une Veuve, Ірина Стешенко
- Панна Кокотка, Mademoiselle Cocotte, Людмила Івченкова
- Дорогоцінність, Le Bijoux, Борис Козловський
- Привид, Apparition, Іван Рильський
- Двері, La Porte, Іван Рильський
- Батько, Le Père, Ірина Стешенко
- Муарон, Moiron, Іван Рильський
- Наші листи, Nos Lettres, Ірина Стешенко
- Ніч (Кошмар), La Nuit (Cauchemar), Іван Рильський

#### ІІІ том
- МІС ГАРРІЄТ, MISS HARRIET ,
- Міс Гаррієт, Miss Harriet, Іван Рильський
- Спадщина, L'Héritage, Євгенія Рудинська
- Дені, Denis, Євгенія Рудинська
- Осел, L'Ane, Ярема Кравець
- Ідилія, Idylle, Максим Рильський
- Шворочка, La Ficelle, Євгенія Рудинська
- Хлопче, кухоль пива!, Garçon, un bock!, Борис Козловський
- Хрестини, Le Baptême, Ростислав Доценко
- Запізній жаль, Regret, Євгенія Рудинська
- Мій дядько Жюль, Mon oncle Jules, Євгенія Рудинська
- У дорозі, En voyage, Максим Рильський
- Тітка Соваж, La mère Sauvage, Людмила Івченкова
- Сестри Рондолі, LES SOEURS RONDOLI,
- Сестри Рондолі, Les soeurs Rondoli, Петро Чикаленко
- Господиня, La Patronne, Максим Рильський
- Барильце, Le Petit Fût, Людмила Івченкова
- Він?, Lui?, Максим Рильський
- Мій дядько Состен, Mon oncle Sosthène, Борис Козловський
- Хвороба Андре, Le mal d'André, Євгенія Рудинська
- Проклятий хліб, Le Pain Maudit, Михайло Качеровський
- Справа пані Люно, Les causes de Madame Luneau, Максим Рильський
- Мудрець, Un Sage, Євгенія Рудинська
- Парасоля, Le Parapluie, Борис Козловський
- Засув, Le Verrou, Максим Рильський
- Зустріч, Rencontre, Максим Рильський
- Самогубство, Suicides, Іван Рильський
- Орден, Décoré!, Борис Козловський
- Шалі, Châli, Євгенія Рудинська
- ПІД СОНЦЕМ, AU SOLEIL,
- Море, La Mer, Тамара Воронович
- Алжир, Alger, Тамара Воронович
- Провінція Оран, La Province d'Oran, Тамара Воронович
- Бу-Амама, Bou-Amama, Тамара Воронович
- Провінція Алжир, La Province d'Alger, Тамара Воронович
- Зар'єпі, Le Zar'ez, Тамара Воронович
- Кабілія — Буджія, La Kabylie-Bougie, Тамара Воронович
- Константіна, Constantine, Тамара Воронович
- На водах, Aux Eaux, Тамара Воронович
- У Бретані, En Bretagne, Тамара Воронович
- Крезо, Le Creusot, Тамара Воронович
- Івета, Ivette, Борис Козловський
- Повернення, Le Retour, Ірина Стешенко
- Покидько, L'Abandonné, Людмила Івченкова
- Полковникові переконання, Les idées du Colonel, Ірина Стешенко
- Прогулянка, Promenade, Борис Козловський
- Мохаммед-Пройдисвіт, Mohammed Fripouille, Ірина Стешенко
- Сторож, Le Garde, Іван Рильський
- Берта, Berthe, Іван Рильський

#### IV том
- Казки дня і ночі, CONTES DU JOUR ET DE LA NUIT ,
- Злочин на гадку дядька Боніфація, Le Crime du Père Boniface, Максим Рильський
- Роза, Rose, Левко Федоришин та Мирон Федоришин
- Батько, Le Père, Борис Козловський
- Зізнання, L'Aveu, Людмила Івченкова
- Намисто, La Parure, Борис Козловський
- Щастя, Le Bonheur, Максим Рильський
- Старий, Le Vieux, Людмила Івченкова
- Боягуз, Un Lâche, Левко Федоришин та Мирон Федоришин
- П'яниця, L'Ivrogne, Людмила Івченкова
- Вендета, Une Vendetta, Левко Федоришин та Мирон Федоришин
- Коко, Coco, Людмила Івченкова
- Рука, La Main, Левко Федоришин та Мирон Федоришин
- Жебрак, Le Gueux, Людмила Івченкова
- Батьковбивця, Un Parricide, Людмила Івченкова
- Мале, Le Petit, Левко Федоришин та Мирон Федоришин
- Скеля Чистунів, La Roche aux Guillemots, Левко Федоришин та Мирон Федоришин
- Томбукту, Tombouctou, Людмила Івченкова
- Бувальщина, Histoire vraie, Левко Федоришин та Мирон Федоришин
- Гай-гай, Adieu, Левко Федоришин та Мирон Федоришин
- Спомин, Souvenir, Максим Рильський
- Сповідь, La Confession, Іван Рильський

- Любий друг, BEL-AMI, Валеріян Підмогильний

#### V том
- ТУАН, TOINE* ,
- Туан, Toine, Людмила Івчєнкова
- Наш друг Пасьянс, L'Ami Patience, Михайлина Коцюбинська
- Посаг, La Dot, Борис Козловський
- Чоловік-повія, L'Homme-Fille, Іван Світличний
- Вуси, La Moustache, Іван Рильський
- Ліжко № 29, Le Lit 29, Михайло Качєровський
- Захисник, Le Protecteur, Борис Козловський
- Бомбар, Bombard, Іван Рильський
- Коса, La Chevelure, Ярема Кравець
- Дядько Монжіле, Le père Mongilet, Борис Козловський
- Шафа, L'Armoire, Іван Світличний
- Кімната № 11, La Chambre 11, Іван Світличний
- Полонені, Les Prisonniers, Іван Світличний
- Наші англійці, Nos Anglais, Іван Світличний
- Засіб Роже, Le Moyen de Roger, Іван Світличний
- Сповідь, La Confession, Іван Світличний
- Мати потвор, La Mère aux Monstres, Іван Світличний
- Сповідь Теодюля Сабо, La Confession de Théodule Sabot, Людмила Івчєнкова
- Добродій Паран, MONSIEUR PARENT ,
- Добродій Паран, Monsieur Parent, Борис Козловський
- Звір господаря Бельома, La Bête a Mait'Belhomme, Лідія Івчєнкова
- Продається, A Vendre, Іван Рильський
- Незнайома, L'Inconnue, Іван Рильський
- Таємниця, La Confidence, Іван Рильський
- Хрестини, Le Baptême, Людмила Івчєнкова
- Необережність, Imprudence, Іван Рильський
- Божевільний, Fou, Орест Сухолотюк
- Сільські суди, Tribunaux rustiques, Людмила Івченкова
- Шпилька, L'Épingle, Орест Сухолотюк
- Бекаси, Les Bécasses, Орест Сухолотюк
- У вагоні, En Wagon, Іван Рильський
- Са-Іра, Ça-Ira, Михайло Дейнар
- Сюрприз, Découverte, Іван Рильський
- Самота, Solitude, Михайло Дейнар
- Край ліжка, Au Bord du Lit, Іван Рильський
- Солдатик, Petit Soldat, Людмила Івченкова
- Маленька Рок, LA PETITE ROQUE ,
- Маленька Рок, La petite Roque, Іван Рильський
- Розбитий корабель, L'épave, Ірина Стещенко
- Відлюдько, L'Ermite, Михайло Дейнар
- Перлина, Mademoiselle Perle, Борис Козловський
- Розалі Прюдан, Rosalie Prudent, Людмила Івченкова
- Про котів, Sur les chats, Ірина Стешенко
- Пані Паріс, Madame Parisse, Максим Рильський
- Жюлі Ромен, Julie Romain, Мирон Федоришин та Левко Федоришин
- Дядько Амабль, Le père Amable, Людмила Івченкова
- ГОРЛЯ, LE HORLA* ,
- Горля, Le Horla[fr], Максим Рильський
- Любов, Amour, Максим Рильський
- Яма, Le Trou, Борис Козловський
- Позбавилась!, Sauvée, Максим Рильський
- Кривоніжка, Clochette, Людмила Івченкова
- Маркіз де Фюмроль, Le Marquis de Fumerol, Михайлина Коцюбинська
- Знак, Le Signe, Іван Рильський
- Диявол, Le Diable, Людмила Івченкова
- Вечір на водохреща, Les Rois, Максим Рильський
- У лісі, Au Bois, Борис Козловський
- Посімейка, Une Famille, Борис Козловський
- Йосиф, Joseph, Іван Рильський
- Заїзд, L'Auberge, Іван Рильський
- Волоцюга, Le Vagabond, Людмила Івченкова

#### VI том
- МОНТ-ОРІОЛЬ, MONT-ORIOL, Валеріян Підмогильний
- НА ВОДІ, SUR L'EAU, Валеріян Підмогильний
- Обранець пані Гюсон, LE ROSIER DE Mme HUSSON* ,
- Обранець пані Гюсон, Le Rosier de Mme Husson, Іван Рильський
- Обпікся, Un Echec, Ярема Кравець
- Скаженина, Enragée?, Іван Рильський
- Натурниця, Le Modèle, Тамара Воронович
- Баронеса, La Baronne, Іван Рильський
- Продаж, Une Vente, Людмила Івченкова
- Вбивця, L'Assassin, Ярема Кравець
- Мартенова дочка, La Martine, Людмила Івченкова
- Вечір, Une Soirée, Іван Рильський
- Сповідь, La Confession, Іван Рильський
- Розлучення, Divorce, Ярема Кравець
- Реванш, La Revanche, Іван Рильський
- Одіссея одної повії, L'Odyssée d'une Fillo, Михайло Дейнар
- Вікно, La Fenêtre, Ярема Кравець
- П'ЄР І ЖАН, RIERRE ET JEAN, Михайло Дейнар та Олена Косач-Кривинюк

#### VII том
- Сильна як смерть, FORT СОММЕ LA MORT, Валеріян Підмогильний
- З лівої руки, LA MAIN GAUCHE,
- Алюма, Allouma, Максим Рильський
- Буатель, Boitelle, Людмила Івченкова
- Шпильки, Les Epingles, Максим Рильський
- Вечір, Un Soir, Ярема Кравець
- Порт, Le Port, Петро Чикаленко
- Вістовий, L'Ordonnance, Іван Рильський
- Капустю, Duchoux, Ярема Кравець
- Кролик, Le Lapin, Людмила Івченкова
- Гото-батько й Гото-син, Hautot père et fils, Людмила Івченкова
- Покійниця, La Morte, Ярема Кравець
- Побачення, Le Randez-vous, Іван Рильський
- Мандрівне життя, LA VIE ERRANTE ,
- Утома, Lassitude, Тамара Воронович
- Ніч, La nuit, Тамара Воронович
- Італійське узбережжя, La côte italienne, Тамара Воронович
- Сицилія, La Sicile, Тамара Воронович
- Від Алжиру до Тунісу, D'Alger à Tunis, Тамара Воронович
- Туніс, Tunis, Тамара Воронович
- До Каїруана, Vers Kairouan, Тамара Воронович
- Марна краса, L'UNITILE BEAUTE,
- Марна краса, L'unitile Beauté, Іван Рильський
- Маслиновий гай, Le Champ d'oliviers, Іван Рильський
- Мушка, Mouche, Михайло Дейнар
- Потопельник, Le Noyé, Іван Рильський
- Спроба, L'Epreuve, Іван Рильський
- Маска, Le Masque, Іван Рильський
- Портрет, Un Portrait, Ярема Кравець
- Каліка, L'Infirme, Іван Рильський
- Двадцять п'ять франків старшої сестри, Les 25 francs de la Supérieure, Людмила Івченкова
- Справа про шлюбну розлуку, Un Cas de divorce, Максим Рильський
- Хто знає?, Qui sait?, Іван Рильський

#### VIII том
- Наше серце, NOTRE COEUR, Ольга Косач-Кривинюк
- Мюзота, MUSOTTE, Ірина Стешенко
- Дядько Мілон, LE PÈRE MILON,
- Дядько Мілон, Le Père Milon, Людмила Івченкова
- Весняного вечора, Par un soir de printemps, Максим Рильський
- Сліпий, L'Aveugle, Максим Рильський
- Торт, Le Gâteau, Максим Рильський
- Стрибок пастуха, Le Saut du berger, Ярема Кравець
- Старі манатки, Vieux objets, Ярема Кравець
- Магнетизм, Magnétisme, Ярема Кравець
- Корсиканський бандит, Un bandit Corse, Ярема Кравець
- Прощання з тілом, La Veillée, Ярема Кравець
- Мрії, Rêves, Ярема Кравець
- Сповідь жінки, Confessions d'une femme, Ярема Кравець
- Місячне сяйво, Clair de lune, Ярема Кравець
- Жага, Une passion, Ярема Кравець
- Листування, Correspondance, Ярема Кравець
- Крутійство, Rouerie, Ярема Кравець
- Івеліна Саморіс, Yveline Samoris, Ярема Кравець
- Приятель Жозеф, L'Ami Joseph, Ярема Кравець
- Сирота, L'Orphelin, Ярема Кравець
- НОСІЙ, LE COLPORTEUR,
- Носій, Le Colporteur, Іван Рильський
- Біля смертної постелі, Auprès d'un mort, Ірина Стешенко
- Оранжерея, La Serre, Іван Рильський
- Поєдинок, Un duel, Ірина Стешенко
- Новосілля, Une soirée Jadis, Ярема Кравець
- Месник, Le Vengeur, Іван Рильський
- Чекання, L'Attente, Максим Рильський
- Бабусині поради, Les Conseils do la grande-mère, Ярема Кравець
- Перший сніг, Première neige, Іван Рильський
- Капость, La Farce, Кость Тищенко
- Лист, знайдений на утопленому, Lettre trouvée sur un noyé, Кость Тищенко
- Жах, L'Horrible, Іван Рильський
- Тик, Le Tic, Іван Рильський
- Годі, Frai, Іван Рильський
- Мої двадцять п'ять днів, Mes 25 jours, Кость Тищенко
- Справа з латиною, La question du latin, Іван Рильський
- Фермер, Le Fermier, Кость Тищенко
- Вдарте на сполох!, Cri d'alarme, Кость Тищенко
- Новорічний подарунок, Etrennes, Кость Тищенко
- Опісля, Après, Кость Тищенко
- МІСТІ, MISTI,
- Місті, Misti, Орест Сухолотюк
- Звичайна драма, Humble drame, Орест Сухолотюк
- Пан Йокаста, M. Jocaste, Орест Сухолотюк
- Пані Ерме, Madame Hermet, Орест Сухолотюк
- Біле і синє, Blanc et bleu, Орест Сухолотюк
- Та, що присипляє, L'Endormeuse, Орест Сухолотюк
- Одруження лейтенанта Ларе, Le Mariage du lieutenant Laré, Орест Сухолотюк
- Неопублікована сторінка історії, Une page d'histoire inédite, Орест Сухолотюк
- Рука трупа, La Main d'écorché, Орест Сухолотюк
- «Коко, коко, холодний коко!», Coco, Coco, Coco frais!, Орест Сухолотюк
- Моя дружина, Ma femme, Орест Сухолотюк
- Олександр, Alexandre, Орест Сухолотюк
- Дід Юда, Le Père Judas, Орест Сухолотюк
- Мільйон, Un million, Орест Сухолотюк
- Страх, La Peur, Орест Сухолотюк
- Пестощі, Les caresses, Орест Сухолотюк
- Божевільний?, Un fou?, Орест Сухолотюк
- Могила, La Tombe, Орест Сухолотюк
- Кропильник, Le Donneur d'eau bénite, Орест Сухолотюк
- ВІРШІ, DES VERS ,
- Стіна, Le Mur, Михайло Литвинець
- Сонячний удар, Un coup de soleil, Михайло Литвинець
- Жах, Terreur, Дмитро Паламарчук
- Завоювання, Une Conquête, Михайло Литвинець
- Сніжна ніч, Nuit de neige, Василь Моруга
- Любовне послання, Envoi d'Amour, Михайло Литвинець
- На березі, Au bord de l'eau, Дмитро Паламарчук
- Дикі гуси, Les Oies sauvages, Микола Терещенко
- Відкриття, Découverte, Леонід Череватенко
- Птахолов, L'Oiseleur, Леонід Череватенко
- Дід, L'Aïeul, Станіслав Зінчук
- Забаганки, Désirs, Леонід Череватенко
- Останній вибрик, La Dernière escapade, Дмитро Паламарчук
- Прогулянка, Promenade, Микола Терещенко
- Нечемна вимога, Sommation, Дмитро Паламарчук
- Кінець кохання, Fin d'amour, Василь Моруга
- Сільська Венера, Vénus rustique, Михайло Литвинець